# Powiat augustowski

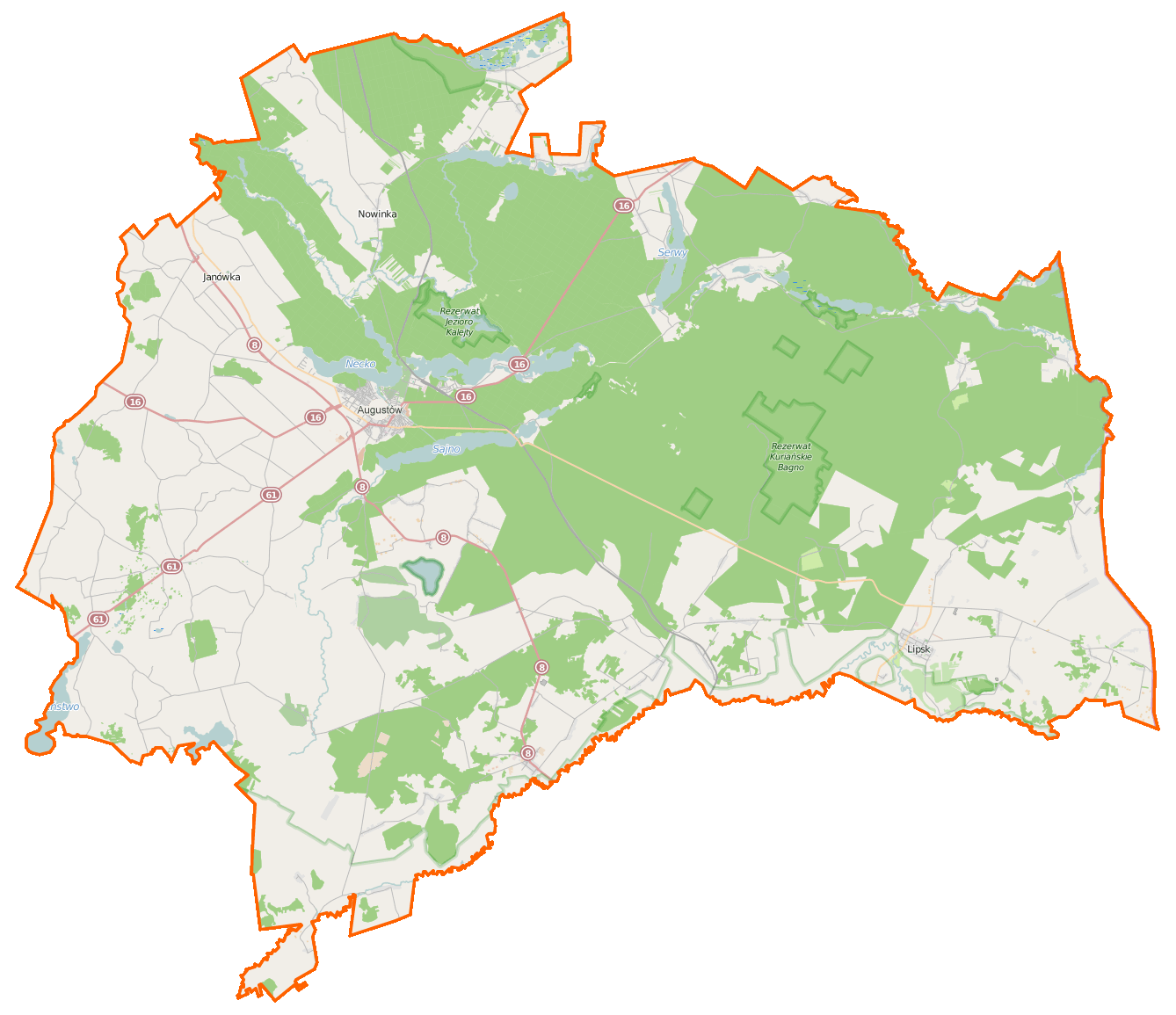
Mapa powiatu

Powiat augustowski – powiat w Polsce (województwo podlaskie), utworzony w 1999 roku w ramach reformy administracyjnej. Jego siedzibą jest miasto Augustów.
W skład powiatu wchodzą:
- gminy miejskie: Augustów
- gminy miejsko-wiejskie: Lipsk
- gminy wiejskie: Augustów, Bargłów Kościelny, Nowinka, Płaska, Sztabin
- miasta: Augustów, Lipsk

Według danych z 31 grudnia 2019 roku powiat zamieszkiwało 58 068 osób. Natomiast według danych z 30 czerwca 2020 roku powiat zamieszkiwało 57 908 osób.

## Położenie
Powiat augustowski położony jest w północno-wschodniej Polsce w północnej części woj. podlaskiego. Od północy graniczy z powiatami suwalskim i sejneńskim. Od wschodu przebiega granica państwowa z Białorusią. Od południa sąsiaduje z powiatami sokólskim, monieckim i grajewskim, zaś od zachodu – z ełckim (woj. warmińsko-mazurskie). Powiat augustowski jest jednym z trzech powiatów polskiej części Suwalszczyzny (wraz z suwalskim i sejneńskim).
Pod względem fizykogeograficznym największa część powiatu leży na obszarze Równiny Augustowskiej, południowa część obejmuje fragment Wzgórz Sokólskich i Kotliny Biebrzańskiej, zaś zachodnia – Pojezierza Ełckiego.
W okolicy wsi Rudawka przy śluzie Kurzyniec działa sezonowo polsko-białoruskie osobowe przejście graniczne (od 1.05 do 1.10 w godz.7:00-19:00).

## Symbole
Zgodnie ze statutem powiat posiada herb, flagę i sztandar. Herb i flagę ustanowiono w 2001 r., zaś sztandar – w 2008.

### Herb powiatu augustowskiego
Tarcza trójdzielna z falą srebrną z lewa w skos.

W polu górnym błękitnym z prawa – mitra książęca złota.

Pole dolne – zielone.

### Flaga
Flaga trójdzielna z pasem srebrnym z lewa w skos.

W polu górnym błękitnym z prawa – mitra książęca złota.

Pole dolne – zielone.

Proporcje długości boków – 5:8.

### Symbolika
- Mitra książęca złota: nawiązuje do herbu Augustowa – stolicy powiatu.
- Pole błękitne: symbolizuje błękit nieba i wody Pojezierza Augustowskiego.
- Fala srebrna: odnosi się do Kanału Augustowskiego oraz rzek powiatu.
- Pole zielone: symbolizuje tereny leśne Puszczy Augustowskiej i upraw rolnych powiatu.

## Demografia

### W II Rzeczypospolitej
Według spisu powszechnego z 1921 roku, powiat w ówczesnych granicach zamieszkiwało 62384 osób, w tym 58896 (94,4%) Polaków, 2789 (4,5%) Żydów, 531 (0,9%) Rosjan, 92 (0,1%) Białorusinów, 42 (0,1%) Niemców, 11 Litwinów, 4 Rusinów, 1 Czech, 1 Estończyk i 17 osób nieznanej narodowości.

### Współcześnie
Liczba ludności (dane z 30 czerwca 2012):
|        | Ogółem | Ogółem | Kobiety | Kobiety | Mężczyźni | Mężczyźni |
| osób   | %      | osób   | %       | osób    | %         |           |
| ------ | ------ | ------ | ------- | ------- | --------- | --------- |
| Ogółem | 59 914 | 100    | 30 562  | 51,01   | 29 352    | 48,99     |
| Miasto | 33 289 | 55,56  | 17 519  | 29,24   | 15 770    | 26,32     |
| Wieś   | 26 625 | 44,44  | 13 043  | 21,77   | 13 582    | 22,67     |

▶Wieś vs ▶miasto
Ogółem (▶k, ▶m)
Miasto (▶k, ▶m)
Wieś (▶k, ▶m)
W 2010 r. powiat zajmował pod względem liczby ludności 202 miejsce.
- Piramida wieku mieszkańców powiatu augustowskiego w 2014 roku[10]:

|  |

### Stopa bezrobocia
W listopadzie 2021 roku liczba zarejestrowanych bezrobotnych wynosiła 2049 osób, a stopa bezrobocia wynosiła 9,2%.

## Religia
Według spisu powszechnego z 1921 roku, 56400 (90,4%) mieszkańców powiatu w ówczesnych granicach wyznawało rzymski katolicyzm, 4036 (6,5%) judaizm, 932 (1,5%) było staroobrzędowcami, 683 (1,1%) prawosławnymi, 289 (0,5%) protestantami, 23 grekokatolikami. 4 osoby zadeklarowały brak wyznania, a w przypadku 17 osób nie ustalono go.

## Podział administracyjny
| Herb | Gmina             | Rodzaj          | Siedziba          | Sołectwa | Obszar km² | Obszar % | Ludność | Ludność % | Osób/km² |
| ---- | ----------------- | --------------- | ----------------- | -------- | ---------- | -------- | ------- | --------- | -------- |
|      | Augustów          | miejska         | Augustów          | –        | 81         | 4,88     | 30 799  | 51,41     | 380      |
|      | Lipsk             | miejsko-wiejska | Lipsk             | 30       | 184        | 11,09    | 5512    | 9,2       | 29,96    |
|      | Augustów          | wiejska         | Augustów          | 36       | 267        | 16,09    | 6910    | 11,53     | 25,88    |
|      | Bargłów Kościelny | wiejska         | Bargłów Kościelny | 30       | 188        | 11,33    | 5795    | 9,67      | 30,82    |
|      | Nowinka           | wiejska         | Nowinka           | 26       | 204        | 12,30    | 2947    | 4,92      | 14,44    |
|      | Płaska            | wiejska         | Płaska            | 15       | 372        | 22,42    | 2600    | 4,34      | 6,99     |
|      | Sztabin           | wiejska         | Sztabin           | 39       | 363        | 21,88    | 5351    | 8,93      | 14,74    |
|      | 7                 | 3               | 6                 | 176      | 1659       | 100,00   | 59914   | 100,00    | 36,1     |

Gmina Płaska, której 82% powierzchni zajmują lasy, ma najniższą gęstość zaludnienia (ok. 7 os./km²) wśród wszystkich gmin w Polsce. Najwięcej mieszkańców w pow. augustowskim ma gmina miejska Augustów, a wśród gmin wiejskich – gmina wiejska Augustów, najmniej – gmina Płaska. Największa jest gmina Płaska, najmniejsza – gmina miejska Augustów.
| Herb | Miasto   | Obszar km² | Obszar % | Ludność | Ludność % | Osób/km² |
| ---- | -------- | ---------- | -------- | ------- | --------- | -------- |
|      | Augustów | 81         | 4,88     | 30799   | 51,41     | 380,23   |
|      | Lipsk    | 5          | 0,30     | 2490    | 4,16      | 498      |
|      | Ogółem   | 86         | 5,18     | 33289   | 55,56     | 387,08   |

Wartości procentowe w tabelach odnoszą się do powierzchni lub liczby ludności całego powiatu.

## Transport

Główne drogi w pow. augustowskim

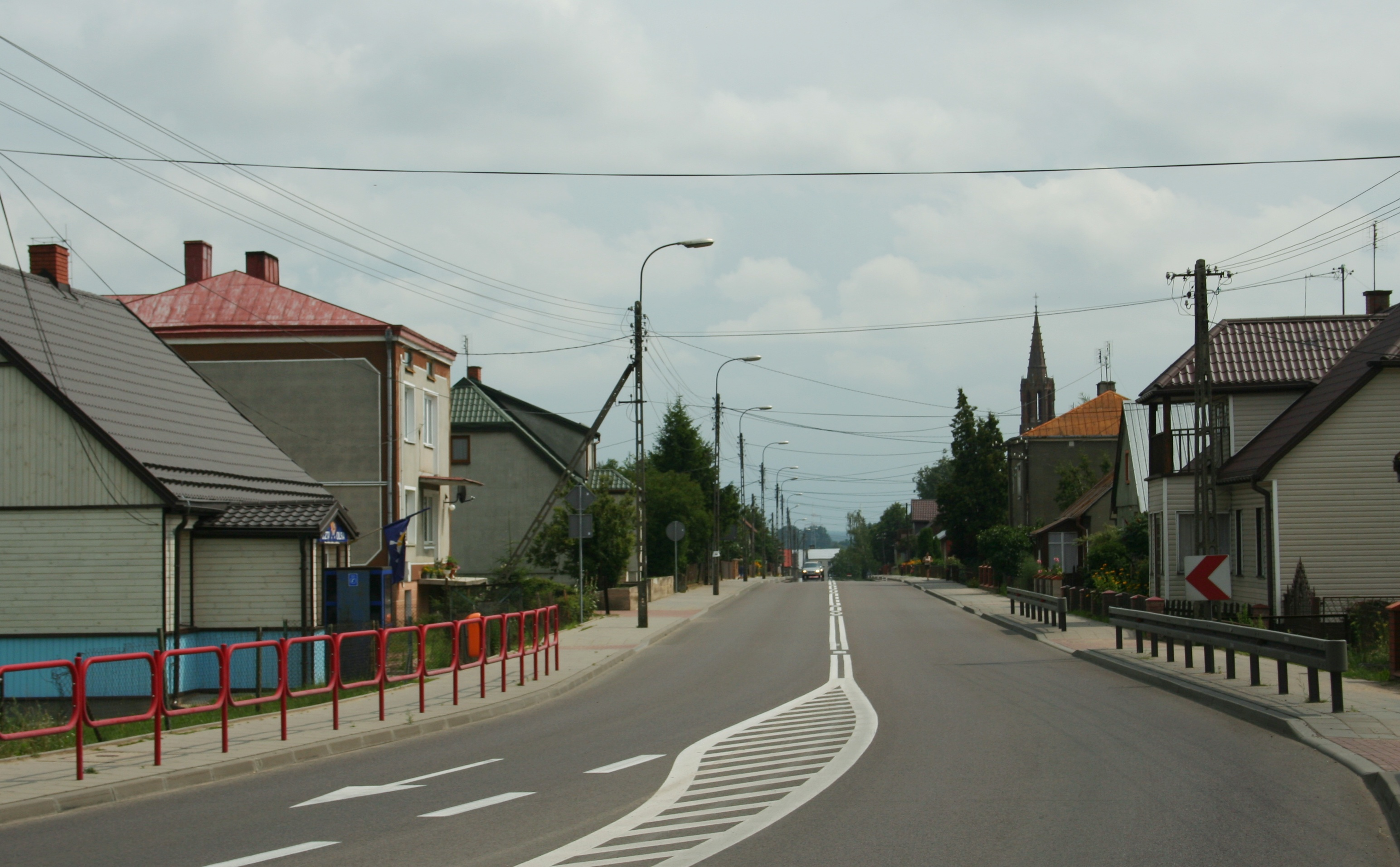
Droga krajowa nr 8 w Sztabinie

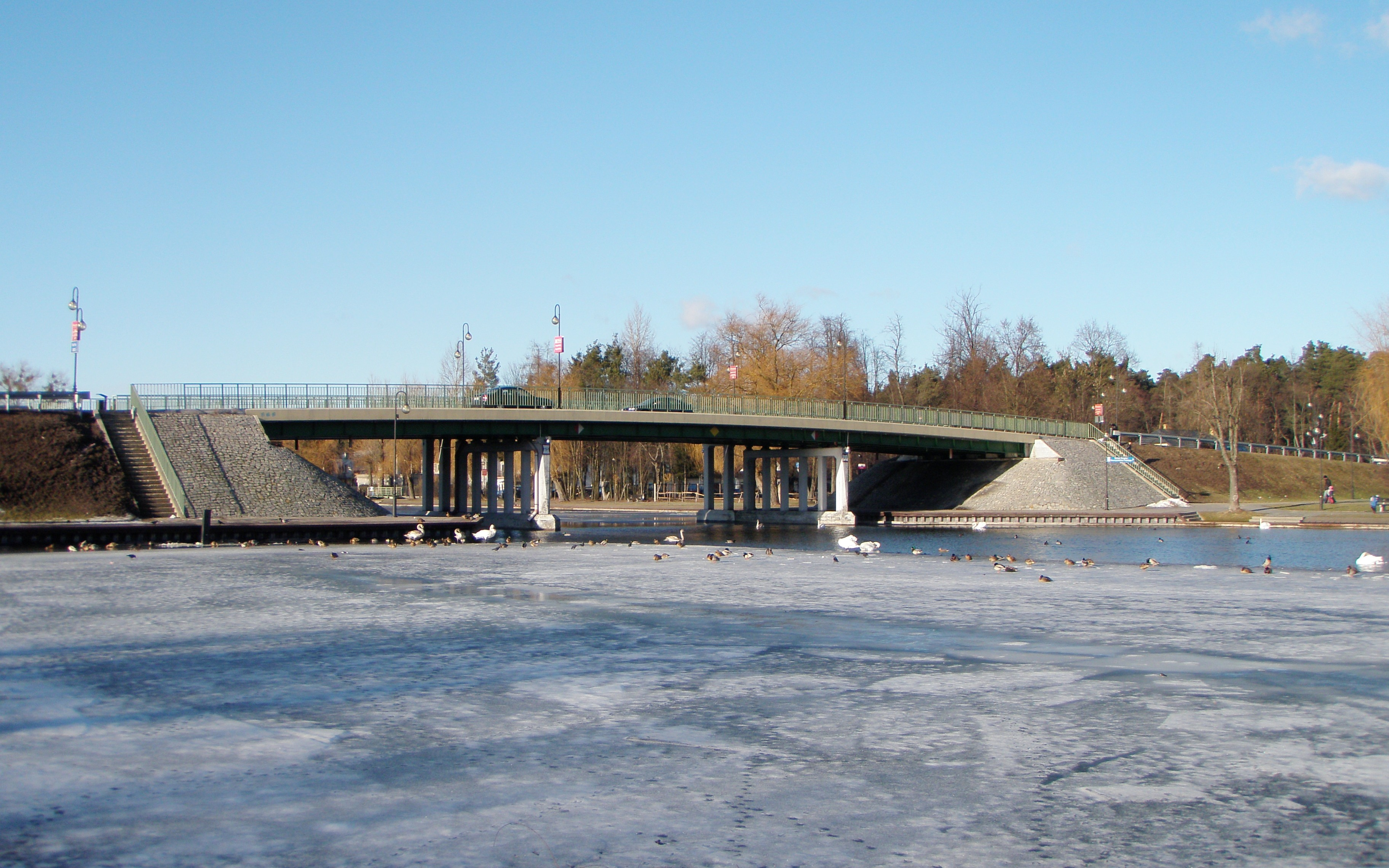
Most na rzece Netcie w Augustowie

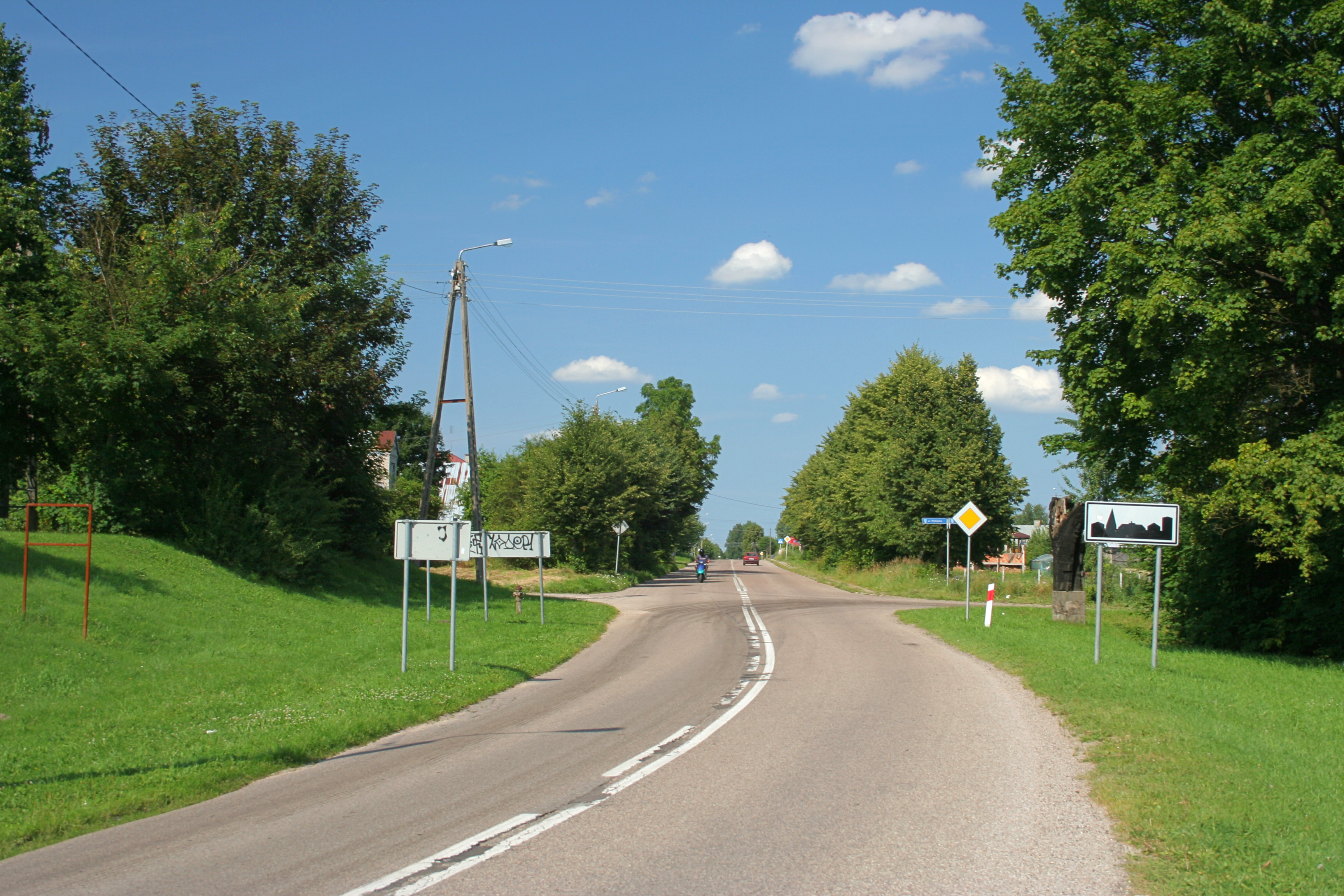
Droga wjazdowa do Lipska

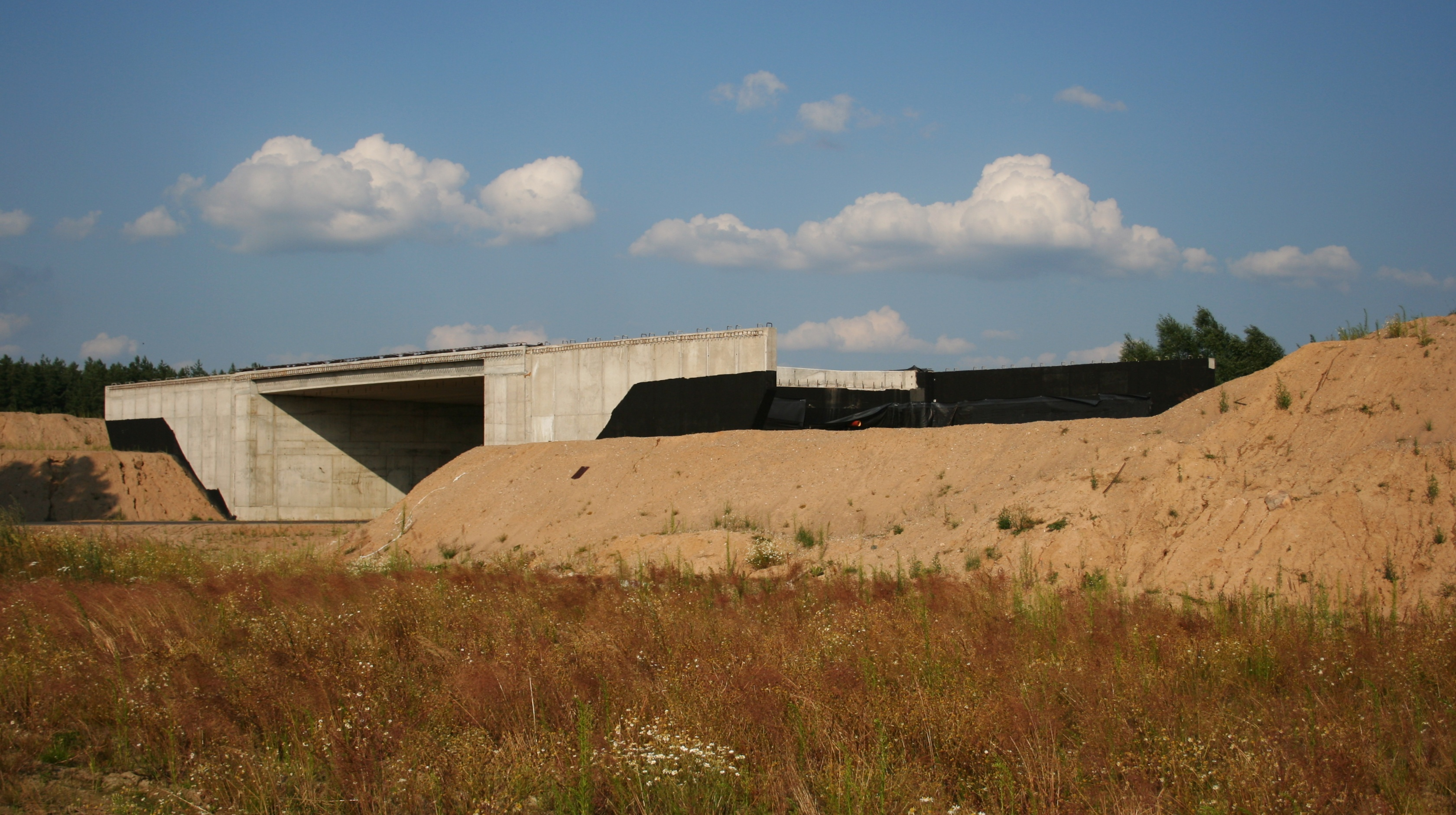
Budowa obwodnicy Augustowa

Powiat augustowski położony jest na szlaku komunikacyjnym, prowadzącym do państw bałtyckich (Litwa, Łotwa, Estonia), północnej Rosji oraz Finlandii. Szlak obejmuje zarówno połączenie drogowe (Via Baltica), jak i kolejowe (Rail Baltica).

### Transport drogowy
Długość dróg w pow. augustowskim w 2007:
| Rodzaj      | Długość (km) | Obiekty inżynierskie          |
| ----------- | ------------ | ----------------------------- |
| Krajowe     | 101,407      | 18 mostów, 114 przepustów     |
| Wojewódzkie | 61,729       | 2 kanały, 1 wiadukt, 9 mostów |
| Powiatowe   | 500,516      | 106 przepustów, 34 mosty      |
| Gminne      | 568,000      |                               |
| Wszystkie   | 1163,472     |                               |

W 2010 na terenie powiatu zarejestrowane były 35 402 pojazdy samochodowe.

#### Drogi międzynarodowe, krajowe i wojewódzkie
| Nr  | Rodzaj                            | Skąd dokąd              | Przebieg w powiecie |
| --- | --------------------------------- | ----------------------- | --- |
| E67 | międzynarodowa (trasa europejska) | Helsinki – Praga        | identyczny jak DK8 (tzw. Via Baltica)                                                                                  |
| 8   | krajowa                           | Kudowa-Zdrój – Budzisko | granica z pow. sokólskim – Sztabin – Białobrzegi – Augustów – Szczebra – Nowinka – Olszanka – granica z pow. suwalskim |
| 16  | krajowa                           | Dolna Grupa – Ogrodniki | granica z pow. ełckim – Żarnowo Drugie – Augustów – Przewięź – Serski Las – Macharce – granica z pow. sejneńskim       |
| 61  | krajowa                           | Warszawa – Augustów     | granica z pow. grajewskim – Bargłów Kościelny – Netta Druga – Augustów                                                 |
| 664 | wojewódzka                        | Raczki – Lipszczany     | granica z pow. suwalskim – Janówka – Mazurki – Augustów – Jasionowo – Lipsk – Lipszczany                               |
| 673 | wojewódzka                        | Sokółka – Lipsk         | granica z pow. sokólskim – Lipsk – skrzyżowanie z DW664                                                                |

Drogi krajowe w pow. augustowskim podlegają pod Generalną Dyrekcję Dróg Krajowych i Autostrad Oddział w Białymstoku (rejony: Augustów i Suwałki), zaś drogi wojewódzkie – pod Podlaski Zarząd Dróg Wojewódzkich w Białymstoku.
Obwodnica Augustowa – fragment drogi krajowej nr 8 (odcinek jednojezdniowy) oraz drogi ekspresowej nr 61 (odcinek dwujezdniowy). Obwodnica na odcinku S61 ma długość 12,7 km,odcinek drogi ekspresowej S61 od węzła Raczki do węzła Lotnisko (Suwałki Południe).

#### Natężenie ruchu
Średni dobowy ruch pojazdów silnikowych na drogach krajowych i wojewódzkich w powiecie augustowskim zmierzony przez Generalną Dyrekcję Dróg Krajowych i Autostrad w 2010. Największe natężenie ruchu zanotowano w granicach Augustowa oraz na drogach krajowych nr 8 i 61.
| Droga             | Odcinek lub punkt pomiarowy | Liczba pojazdów na dobę |
| ----------------- | --------------------------- | ----------------------- |
| krajowa nr 8      | Augustów – Olszanka         | 11 621                  |
| krajowa nr 8      | Augustów – Suchowola        | 8114                    |
| krajowa nr 8      | Augustów (3 przejścia)      | 17 215 18 752 17 767    |
| krajowa nr 16     | Augustów – granica powiatu  | 3900                    |
| krajowa nr 16     | Augustów (wylot)            | 4399                    |
| krajowa nr 16     | Augustów – Pomorze          | 3924                    |
| krajowa nr 61     | Augustów – Rajgród          | 8277                    |
| wojewódzka nr 664 | Augustów – Raczki           | 1564                    |
| wojewódzka nr 664 | Augustów (przejście)        | 4252                    |
| wojewódzka nr 664 | Augustów – Lipsk            | 1845                    |
| wojewódzka nr 664 | Lipsk – granica państwa     | 558                     |
| wojewódzka nr 673 | Lipsk – Dąbrowa Białostocka | 2458                    |

#### Drogi powiatowe
Drogi powiatowe i ulice powiatowe znajdujące się pod nadzorem Powiatowego Zarządu Dróg w Augustowie:
| Rodzaj                                | Liczba | Długość (km) |
| ------------------------------------- | ------ | ------------ |
| Drogi powiatowe zamiejskie            | 56     | 453,06       |
| Ulice powiatowe miejskie w Augustowie | 65     | 41,50        |
| Ulice powiatowe miejskie w Lipsku     | 7      | 5,25         |
| Razem                                 | 128    | 499,82       |

Ponadto w ciągu dróg powiatowych zamiejskich i miejskich znajdują się 34 mosty o łącznej długości 581,75 m.

#### Komunikacja autobusowa i miejska
Połączenia autobusowe powiatu obsługuje głównie przedsiębiorstwo PKS Suwałki. Oprócz niego działają także przewoźnicy: PKS Białystok, PPKS Łomża, PKS Polonus, Veolia Transport Mazury. Autobusy kursują bezpośrednio do miast takich jak: Białystok, Ełk, Grajewo, Kraków, Łomża, Olecko, Olsztyn, Sejny, Suwałki, Warszawa, Węgorzewo, Wrocław.
W stolicy powiatu, Augustowie, działa od 1959 komunikacja miejska. 6 linii o łącznej długości 54 km obsługiwanych jest przez autobusy Zakładu Komunikacji Miejskiej. W Augustowie funkcjonuje też kilka firm taksówkarskich.

### Transport kolejowy

Koleje w pow. augustowskim

#### Linia kolejowa nr 40
Przez teren powiatu przebiega odcinek linii kolejowej nr 40 Sokółka-Suwałki (kilometraż: 45,2–87,8 km), o długości 42,6 km. Jest to linia jednotorowa, niezelektryfikowana, o znaczeniu państwowym. Maksymalna szybkość jazdy pociągów wynosi 90 km/h. W granicach powiatu funkcjonują 2 stacje: Jastrzębna, Augustów (główna stacja powiatu), oraz 5 przystanków: Ostrowie Biebrzańskie, Balinka, Augustów Port, Blizna, Szczepki. Linia zarządzana jest przez PKP Polskie Linie Kolejowe. Pociągi pasażerskie i autobusy szynowe, obsługiwane przez PKP Intercity oraz Przewozy Regionalne, kursują bezpośrednio do Białegostoku, Suwałk, Szostakowa (na Litwie) i Warszawy. Jeden z wariantów modernizacji międzynarodowej trasy kolejowej E75 (Rail Baltica) zakłada włączenie w nią linii kolejowej nr 40.

#### Wigierska Kolej Wąskotorowa
W północnej części powiatu przy jeziorze Wigry biegnie fragment Wigierskiej Kolei Wąskotorowej (ok. 6,5 km). Kolej wąskotorowa o szerokości toru 600 mm została zbudowana w 1916 w czasie okupacji niemieckiej w celu dostarczania drewna z wyrębów do tartaku w Płocicznie. Przewozy drewna zakończono w 1989. Od 2001 wyremontowana kolejka wykorzystywana jest do przejazdów turystycznych (od maja do września kursy regularne, pozostała część roku – na zamówienie).

### Transport wodny

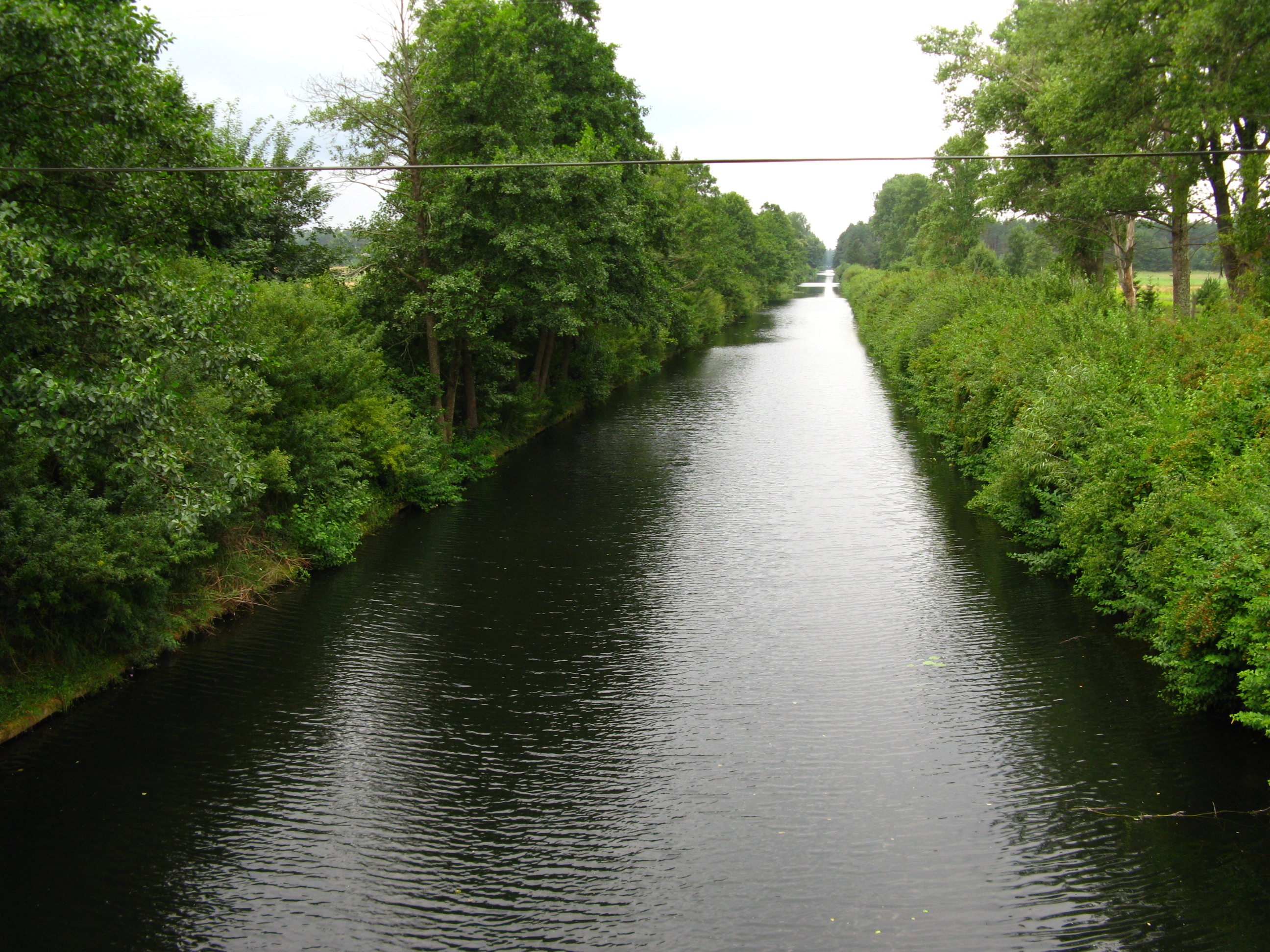
Kanał Augustowski w okolicach Suchej Rzeczki

W pow. augustowskim leży cały polski odcinek Kanału Augustowskiego (82 km i 3,5 km w strefie granicznej), wybudowanego w latach 1824–1839. Kanał łączy rzeki Biebrza i Niemen. Na system kanału składają się sztuczne przekopy, uregulowane koryta rzek (Czarna Hańcza, Netta) oraz jeziora (m.in. Necko, Jezioro Białe Augustowskie, Jezioro Studzieniczne). Na terenie Polski znajduje się 14 śluz, zaś przez jedną przebiega granica z Białorusią. Odbudowa białoruskiej części kanału na początku XXI w. przywróciła możliwość dotarcia nim do Niemna. Współcześnie na kanale odbywa się głównie ruch turystyczny (spływy kajakowe, rejsy wycieczkowe). Do lat 90. XX w. wykorzystywany był do spławu drewna pozyskiwanego w Puszczy Augustowskiej.
Zgodnie z Rozporządzeniem Rady Ministrów z 2002 r. ws. klasyfikacji śródlądowych dróg wodnych kanał ma klasę Ia (droga wodna o znaczeniu regionalnym, maks. długość statków z napędem i barek – 24 m, maks. szerokość – 3,5 m, maks. zanurzenie – 1 m). Kanał Augustowski oraz rzeki: Czarna Hańcza, Netta i Rospuda administrowane są przez Regionalny Zarząd Gospodarki Wodnej w Warszawie (Nadzór Wodny w Augustowie).

## Ochrona przyrody
| Forma ochrony                  | Liczba | Pow. w ha | Pow. w km² | % pow. powiatu |
| ------------------------------ | ------ | --------- | ---------- | -------------- |
| Parki narodowe                 | 2      | 9 422,4   | 94,22      | 5,68%          |
| Rezerwaty przyrody             | 10     | 3 570,5   | 35,71      | 3,22%          |
| Obszary chronionego krajobrazu | 4      | 101 380,0 | 1013,80    | 61,10%         |
| Użytki ekologiczne             | 16     | 37,3      | 0,37       | 0,02%          |
| Inne formy                     |        | 3 603,3   | 36,03      | 2,17%          |
| Ogółem (*)                     |        | 110 806,9 | 1108,07    | 66,76%         |

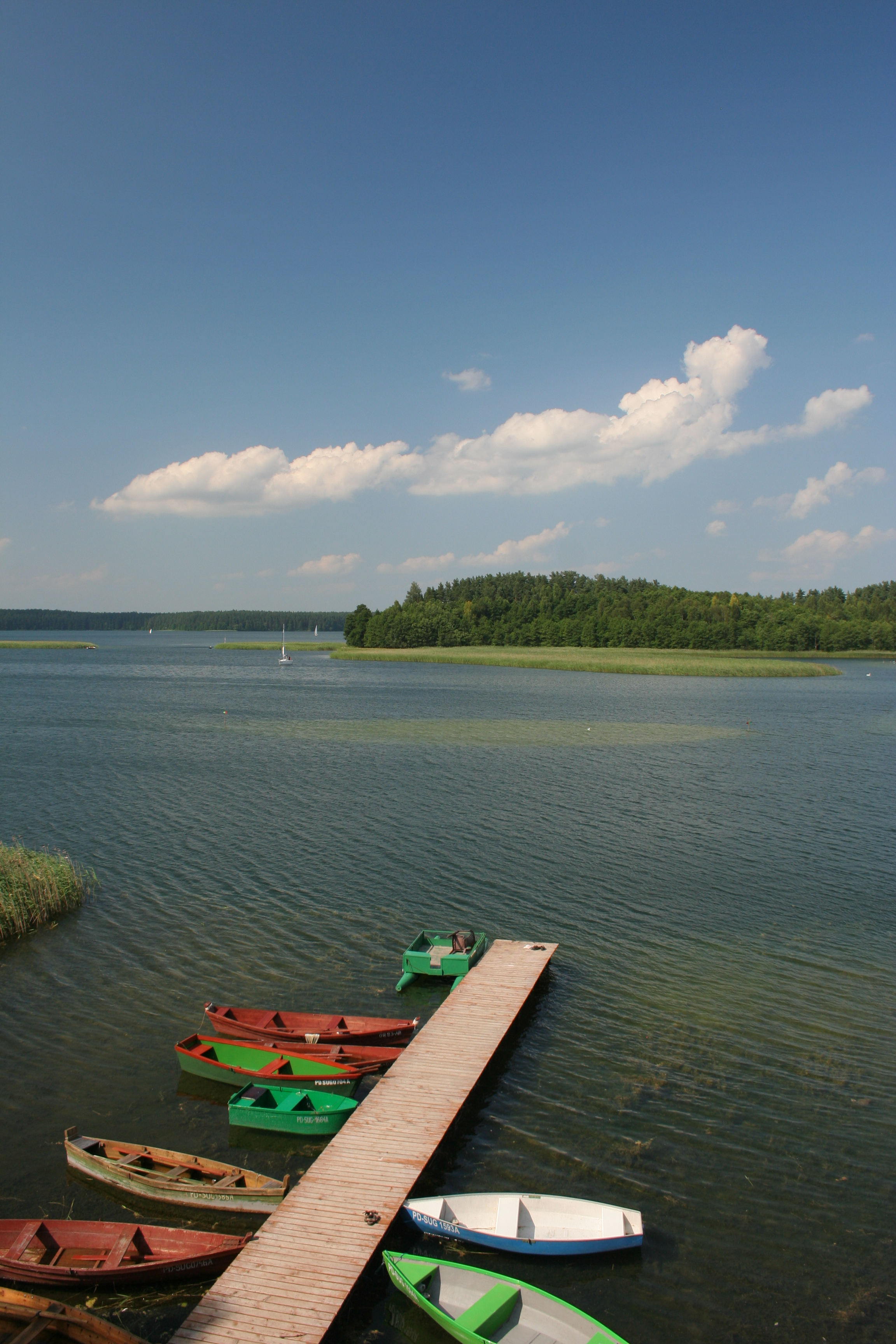
Jezioro Wigry we wsi Bryzgiel (Wigierski Park Narodowy)

(*) Obszary poszczególnych form ochrony mogą się pokrywać, zatem powierzchnia rodzajów nie sumuje się.
Na terenie powiatu augustowskiego położone są częściowo lub w całości poniższe formy ochrony przyrody.
Parki narodowe:
1. Biebrzański Park Narodowy
2. Wigierski Park Narodowy

Obszary chronionego krajobrazu:
1. Obszar Chronionego Krajobrazu „Dolina Biebrzy I”
2. Obszar Chronionego Krajobrazu „Dolina Rospudy”
3. Obszar Chronionego Krajobrazu „Jeziora Rajgrodzkie”
4. Obszar Chronionego Krajobrazu „Puszcza i Jeziora Augustowskie”

Rezerwaty przyrody:
1. Rezerwat przyrody Brzozowy Grąd
2. Rezerwat przyrody Glinki
3. Rezerwat przyrody Jezioro Kalejty
4. Rezerwat przyrody Jezioro Kolno
5. Rezerwat przyrody Kozi Rynek

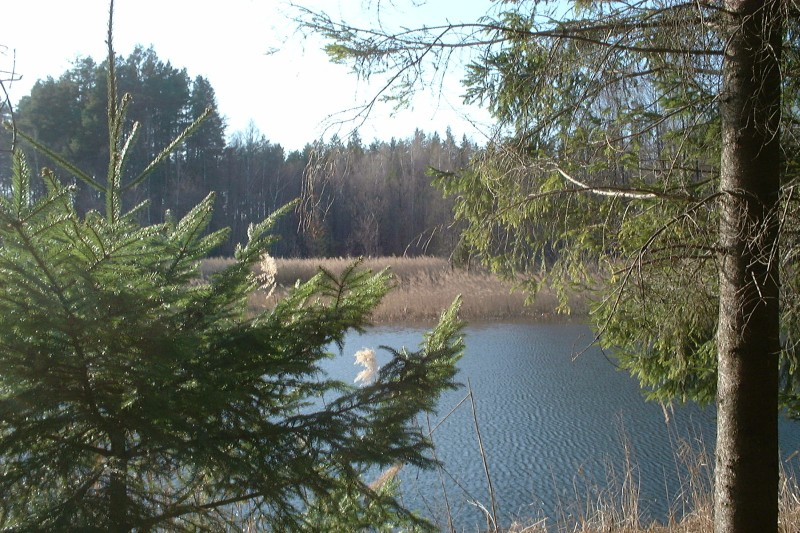
Rezerwat Przyrody Perkuć

6. Rezerwat przyrody Kuriańskie Bagno
7. Rezerwat przyrody Mały Borek
8. Rezerwat przyrody Perkuć
9. Rezerwat przyrody Stara Ruda
10. Rezerwat przyrody Starożyn

Ponadto zarejestrowanych jest 16 użytków ekologicznych i ponad 70 pomników przyrody.
Prawem międzynarodowym chronione są:
- Konwencja ramsarska: Biebrzański Park Narodowy, Wigierski Park Narodowy
- Natura 2000 – Obszary Specjalnej Ochrony Ptaków i Specjalne Obszary Ochrony Siedlisk:
  - Biebrzański Park Narodowy
  - Wigierski Park Narodowy
  - rezerwaty przyrody: Brzozowy Grąd, Jezioro Kalejty, Kozi Rynek, Kuriańskie Bagno, Mały Borek, Perkuć, Stara Ruda, Starożyn

## Starostowie
- Jan Urbański (-1922/1923)[34]
- Tadeusz Giedroyć (1922/1923-)[35]